# Boutiers-Saint-Trojan
Boutiers-Saint-Trojan é uma comuna francesa na região administrativa da Nova Aquitânia, no departamento de Charente. Estende-se por uma área de 7,13 km². Em 2010 a comuna tinha 1 470 habitantes (densidade: 206,2 hab./km²).